# Мехлис, Лев Захарович
Лев Заха́рович Ме́хлис (1 (13) января 1889, Одесса — 13 февраля 1953, Москва) — советский государственный и военно-политический деятель, генерал-полковник (29 июля 1944).
Член ЦИК СССР 7-го созыва, депутат Верховного Совета СССР 1—2-го созывов. Кандидат в члены ЦК ВКП(б) (1934—1937), член ЦК ВКП(б) (1937—1953), член Оргбюро ЦК ВКП(б) (1938—1952). Доктор экономических наук (1935).
Один из организаторов массовых репрессий в РККА.

## Биография
Родился в еврейской семье. Закончил шестиклассное Одесское коммерческое училище Николая I.
В 1904—1911 годах работал конторщиком и домашним учителем. В 1907—1910 годах — член рабочей сионистской партии «Поалей Цион» (Одесса).
С 1911 года — в Русской императорской армии. Служил во 2-й гренадерской артиллерийской бригаде. В 1912 году получил чин бомбардира (чин в артиллерии, соответствовал чинам ефрейтора в пехоте и кавалерии). Позже получил звание фейерверкера (старшее унтер-офицерское звание в артиллерии). До 1917 года служил в артиллерии на Румынском фронте.
1917, февраль: в г. Белая Церковь избран в совет рабочих депутатов.
1918, январь: в Одессе избран членом Румчерода (комитета депутатов Румынского фронта, Черноморского флота и Одесского военного округа).
Участвовал в установлении в Одессе советской власти.
В 1918 на фронтах гражданской войны вступил в коммунистическую партию.
До 1920 был на политической работе в Красной армии: комиссар бригады, затем 46 дивизии, группы войск. Учился в первом Московском государственном университете.
В 1921—1922 годах — управляющий административной инспекцией в Народном комиссариате рабоче-крестьянской инспекции при наркоме И. В. Сталине.
В 1922—1926 годах — помощник секретаря и заведующий бюро секретариата ЦК, фактически личный секретарь И. В. Сталина.
В 1926—1930 годах учился на курсах при Коммунистической академии и в Институте красной профессуры. Доктор экономических наук.
С 1930—по ноябрь 1937 года — заведующий отделом печати ЦК, член редакционной коллегии, а затем главный редактор газеты «Правда». При нём гранки газеты стали доставляться в Ленинград по воздуху, и ленинградцы получали выпуски «Правды» день в день. Ежедневно в «Правде» печатались материалы, требующие усиления борьбы с «врагами народа», посвящённые разоблачению заговоров против Советской власти, разжигающие шпиономанию и так далее. В 1935−1936 годах обеспечивал пропагандистское освещение процессов над сторонниками Зиновьева-Каменева, неоднократно призывал к казни всех подсудимых.
30 декабря 1937 — 6 сентября 1940 — заместитель народного комиссара обороны — начальник Главного политуправления Красной армии. Один из организаторов массовых репрессий в РККА.
После начала боевых действий у озера Хасан в июле 1938 года, Мехлис прибыл в район боевых действий (1 августа 1938). Командующий фронтом маршал В. К. Блюхер принял командование войсками только 2 августа 1938 года. Выезжал также в район боевых действий на реке Халхин-Гол в 1939 году.
Мехлис и заместитель народного комиссара внутренних дел СССР М. П Фриновский организовали репрессии на Дальнем Востоке.
С 12 октября 1939 года — член ЦК ВКП (б) (кандидат с 1934 года), с 19 января 1938 года по 5 октября 1952 года — член Оргбюро ЦК.
С 6 сентября 1940 года по 21 июня 1941 года — нарком Государственного контроля.
21 июня 1941 года вновь назначен начальником Главного политуправления и заместителем наркома обороны.
Член ЦИК СССР 7-го созыва, депутат Верховного Совета СССР 1-2-го созывов (день выборов 12 декабря 1937 и 10 марта 1946 годов соответственно).

### Участие в Великой Отечественной войне
С 4 по 12 июля 1941 года член Военного совета Западного фронта. С 10 июля 1941 года — заместитель народного комиссара обороны СССР.
По приказу Мехлиса начальник артиллерии 34-й армии Северо-Западного фронта генерал-майор артиллерии В. С. Гончаров был расстрелян 11 сентября 1941 года во внесудебном порядке перед строем штаба армии за невыполнение приказа командования фронта и непринятие мер для спасения материальной части.

В 1942 году был представителем Ставки Верховного Главнокомандования на Крымском фронте.
О том, как работал Л. З. Мехлис на Крымском фронте, говорят его телеграммы в Ставку. Через два дня после прибытия Л. З. Мехлис отправил И. В. Сталину телеграмму следующего содержания:

Прилетели в Керчь 20.01.42 г. Застали самую неприглядную картину организации управления войсками… Комфронта Козлов не знает положения частей на фронте, их состояния, а также группировки противника. Ни по одной дивизии нет данных о численном составе людей, наличии артиллерии и миномётов. Козлов оставляет впечатление растерявшегося и неуверенного в своих действиях командира. Никто из руководящих работников фронта с момента занятия Керченского полуострова в войсках не был…

Именно Л. З. Мехлис практически сразу после прибытия поставил перед Ставкой вопрос о выделении фронта из Кавказского в самостоятельный Крымский. Более того, поставил вопрос о переносе управления войсками Крымского фронта на Керченский полуостров: штаб Кавказского фронта находился в Тбилиси и из-за столь серьёзного удаления от мест боёв просто не успевал оперативно реагировать на быстро изменяющуюся обстановку. Одновременно Мехлис немедленно затребовал пополнение в живой силе (три стрелковые дивизии), стал требовать срочного наведения порядка в артиллерии, ПВО, в тыловом обеспечении. В приказе № 12 от 23 января 1942 года так и говорилось:

- Командованию армий, дивизий, полков учесть опыт боёв 15—18.01.42 г., немедленно навести порядок в частях… Полковую артиллерию и артиллерию ПТО иметь в боевых порядках пехоты…
- Паникёров и дезертиров расстреливать на месте как предателей. Уличённых в умышленном ранении самострелов-леворучников расстреливать перед строем.
- В трёхдневный срок навести полный порядок в тылах…

Мехлис во время пребывания на посту представителя Ставки занимался тем, что писал довольно критичные доклады на старших офицеров. Например, вот как он отзывался о командующем 44-й армией генерале Черняке:

Черняк. Безграмотный человек, неспособный руководить армией. Его начштаба Рождественский — мальчишка, а не организатор войск. Можно диву даваться, чья рука представила Черняка к званию генерал-майора.

Пытался через Ставку заменить командующего Крымским фронтом Козлова на Рокоссовского или Клыкова.
В телеграмме от 9 мая 1942 года Сталин указывал Мехлису на необходимость принять все меры к организации отпора:

Вы держитесь странной позиции постороннего наблюдателя, не отвечающего за дела Крымфронта. Эта позиция очень удобна, но она насквозь гнилая. На Крымском фронте Вы — не посторонний наблюдатель, а ответственный представитель Ставки, отвечающий за все успехи и неуспехи фронта и обязанный исправлять на месте ошибки командования. Вы вместе с командованием отвечаете за то, что левый фланг фронта оказался из рук вон слабым. Если «вся обстановка показывала, что с утра противник будет наступать», а Вы не приняли всех мер к организации отпора, ограничившись пассивной критикой, то тем хуже для Вас. Значит, Вы ещё не поняли, что Вы посланы на Крымфронт не в качестве Госконтроля, а как ответственный представитель Ставки.
Вы требуете, чтобы мы заменили Козлова кем-либо вроде Гинденбурга. Но Вы не можете не знать, что у нас нет в резерве гинденбургов. Дела у вас в Крыму несложные, и Вы могли бы сами справиться с ними. Если бы Вы использовали штурмовую авиацию не на побочные дела, а против танков и живой силы противника, противник не прорвал бы фронта и танки не прошли бы. Не нужно быть Гинденбургом, чтобы понять эту простую вещь, сидя два месяца на Крымфронте.

Однако боевой порядок фронта не был перестроен из наступательного в оборонительный; результатом этого стала Керченская катастрофа 1942 года. 19 мая 1942 года Крымский фронт был расформирован, а его войска переданы Северо-Кавказскому фронту.
По итогам его деятельности на Крымском фронте Директивой Ставки № 155452 от 4 июня 1942 года Мехлис был понижен в звании на две ступени до корпусного комиссара и снят с поста заместителя наркома обороны и начальника Главполитупра.
В дальнейшем был членом Военного совета:
- 6-й армии (04.07.1942 — 25.09.1942);
- Воронежского фронта (28.09.1942 — 07.10.1942);
- Волховского фронта (08.10.1942 — 06.04.1943);
- Резервного фронта (06.04.1943 — 15.04.1943);
- Степного военного округа (15.04.1943 — 09.07.1943);
- Брянского фронта (09.07.1943 — 10.10.1943);
- Прибалтийского фронта (10.10.1943 — 20.10.1943);
- 2-го Прибалтийского фронта (20.10.1943 — 15.12.1943);
- Западного фронта (16.12.1943 — 19.04.1944);
- 2-го Белорусского фронта (24.04.1944 — 28.07.1944);
- 4-го Украинского фронта (06.08.1944 — 09.07.1945).

### После войны
С 19 марта 1946 по 27 октября 1950 года — министр Государственного контроля СССР, одновременно председатель Государственной штатной комиссии при Совете министров СССР. В феврале 1948 года направил В.М. Молотову записку "Об укрупнении и упрощении административно-территориального деления союзных республик", в которой предложил укрупнение "слабых" областей, к которым были отнесены 4 области РСФСР, 3 области Украинской ССР, 5 областей Белорусской ССР, 6 областей Казахской ССР, 5 областей Узбекской ССР, 4 области Киргизской ССР, 2 области Туркменской ССР и 1 область Таджикской ССР.
С 30 июля 1949 года по 27 октября 1950 года — член Президиума Совета министров СССР.
С 27 октября 1950 года на пенсии по состоянию здоровья (перенёс инсульт).
После смерти от болезни сердца 13 февраля 1953 года был кремирован. Урна с прахом помещена в Кремлёвской стене на Красной площади в Москве.

## Отзывы о Льве Мехлисе
Супруга А. И. Угарова вспоминала о Л. Мехлисе: 

Был он у нас в Ленинграде в двадцать восьмом году. Тяжёлый человек… Ох, и помучился же с ним Александр Иванович, да и Сергею Мироновичу тоже пришлось не сладко.— 
По рассказам бывшего министра здравоохранения СССР Е. И. Смирнова, в 1949 году он предложил Сталину поставить Мехлиса (министра государственного контроля) во главе одной из правительственных комиссий. На это Сталин «начал хохотать, схватившись за живот и вытирая слёзы»:

Да разве Мехлиса можно назначать на созидательные дела? Вот что-нибудь разрушить, разгромить, уничтожить — для этого он подходит.

По воспоминаниям Н. С. Хрущёва: 

Это был воистину честнейший человек, но кое в чём сумасшедший, что выражалось в его мании везде видеть врагов и вредителей— 
.
Адмирал И. С. Исаков характеризовал Мехлиса так:

На мой взгляд, он не храбрый, он нервозный, взвинченный, фанатичный — 
Поэт, писатель, публицист и журналист Ф. И. Чуев приводит разговор, который состоялся между Сталиным и писателями Фадеевым и Макарьевым о главном редакторе «Правды» Мехлисе. Сталин на жалобы писателей несколько раз повторил: «Это страшный человек, Мехлис. Просите о чём угодно, но с ним я ничего не могу сделать».
По воспоминаниям генерала армии С. М. Штеменко об участии Мехлиса в Советско-Финляндской войне 1939—1940 годов: 

Надо прямо сказать, что в то время наши войска оказались малоприспособленными вести войну в условиях Финского театра. Леса и озёра, бездорожье и снега были для них серьёзным препятствием. Очень тяжело пришлось, в частности, 44-й стрелковой дивизии, которая прибыла с Украины и сразу же под Суомуссалми попала в окружение. Командовал этой дивизией А. И. Виноградов.
Для расследования обстоятельств дела и оказания помощи окружённым по указанию И. В. Сталина в 9-ю армию был послан Л. З. Мехлис. Донесения его часто проходили через мои руки и всегда оставляли в душе горький осадок: они были черны как ночь. Пользуясь предоставленными ему правами, Мехлис снимал с командных постов десятки людей, тут же заменяя их другими, привезёнными с собой. Для комдива Виноградова он потребовал расстрела за потерю управления дивизией.
Позже мне не раз приходилось встречаться с Мехлисом, и тут я окончательно убедился, что человек этот всегда был склонен к самым крайним мерам.

Генерал армии Штеменко об участии Мехлиса в руководстве Крымским фронтом в 1942 г.:

Еще в конце января 1942 г. Ставка направила туда в качестве своего представителя Л. З. Мехлиса. Из Генштаба с ним поехал генерал-майор П. П. Вечный. Они должны были помочь командованию фронта подготовить и провести операцию по деблокированию Севастополя. Мехлис, по своему обычаю, вместо того, чтобы помогать, стал перетасовывать руководящие кадры. И прежде всего он заменил начальника штаба фронта Толбухина генерал-майором Вечным.

наступление всё откладывалось, оборона, вопреки указаниям Генштаба, не укреплялась, Мехлис же лишь препирался с командующим.

Генерал армии А. В. Горбатов, будучи реабилитированным и восстановленным на службе, испытывал на себе подозрительность Мехлиса:

При каждой встрече со мной вплоть до освобождения Орла Мехлис не пропускал случая задать мне какой-нибудь вопрос, от которого можно было бы стать в тупик. Я отвечал просто и, вероятно, не всегда так, как ему хотелось. Однако заметно было, что он, хотя и с трудом, изменяет к лучшему своё прежнее отношение ко мне. Когда мы уже были за Орлом, он вдруг сказал:
— Я долго присматривался к вам и должен сказать, что вы мне нравитесь как командарм и как коммунист. Я следил за каждым вашим шагом после вашего отъезда из Москвы и тому, что слышал о Вас хорошего, не совсем верил. Теперь вижу, что был не прав.
Поблагодарив за откровенность, я сказал:
— Не скрою и я от вас, что вы тогда, в Москве, мне очень не понравились, я пережил много неприятных часов. Видел также, как настороженно вы встретили меня на фронте. Но я привык прежде всего думать о деле. Очень рад тому, что вы только что мне сказали.
После этого разговора Л. З. Мехлис стал чаще бывать у нас в армии, задерживался за чаепитием и даже говорил мне и моей жене комплименты, что было совершенно не в его обычае. Он был неутомимым работником, но человеком суровым и мнительным, целеустремлённым до фанатизма, человеком крайних мнений и негибким, — вот почему его энергия не всегда приносила хорошие результаты. Характерно, что он никогда не поручал писать кому-либо шифровки, и писал их только сам, своим оригинальным почерком.

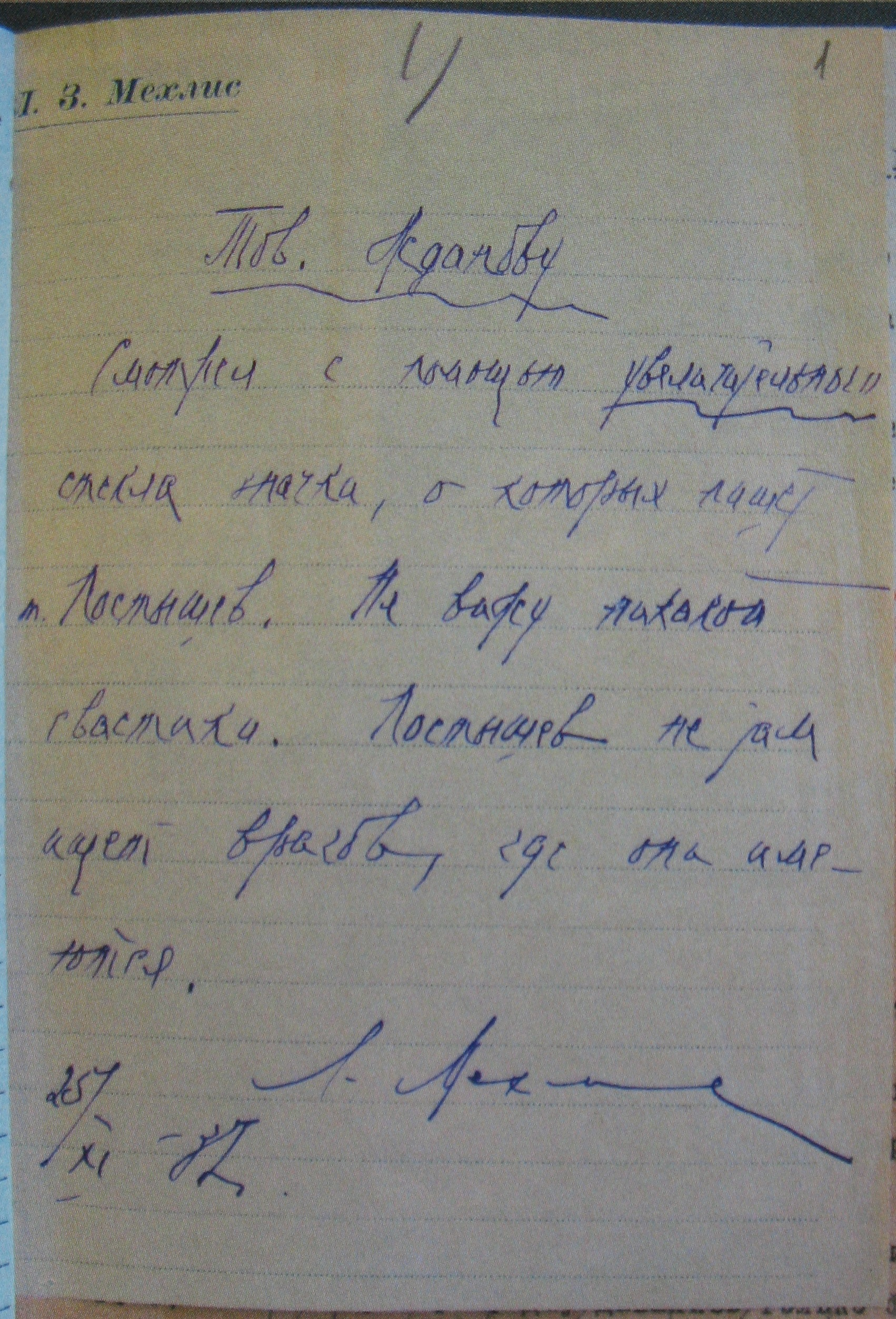
Лев Мехлис: записка о П. П. Постышеве А. А. Жданову: «Смотрел с помощью увеличительного стекла значки, о которых пишет т. Постышев. Не вижу никакой свастики. Постышев не там ищет врагов, где они имеются» (25.11.1937)

## Награды
- 4 ордена Ленина (26.04.1937 — в связи с 25-летием газеты «Правда», 22.02.1938, 15.01.1949, 04.1949);
- 2 ордена Красного Знамени (20.02.1928, 27.08.1943[16]);
- Орден Суворова 1-й степени (23.05.1945[17]);
- Орден Кутузова 1-й степени (29.07.1944)[18];
- Орден Красной Звезды (21.03.1940);
- Медаль «XX лет Рабоче-Крестьянской Красной Армии» (22.02.1938);
- Медаль «За победу над Германией в Великой Отечественной войне 1941—1945 гг.» (1945);
- Юбилейная медаль «30 лет Советской Армии и Флота» (1948);
- Орден Virtuti Militari IV класса (ПНР, 06.1946).

## Воинские звания
- армейский комиссар 1-го ранга (8 февраля 1938)[19]
- корпусной комиссар (4 июня 1942)
- генерал-лейтенант (6 декабря 1942)
- генерал-полковник (29 июля 1944)

## Публикации
- Борьба за повышение производительности труда и реальной зарплаты / Н. Саморуков; Под ред. Л. Мехлиса. — М.: Издательство ВЦСПС, 1930. — 63 с.
- За развёртывание творческих течений в пролетарской литературе: Сборник статей / С пред. Л. Мехлиса. — М.: Федерация, 1931. — 48 с.
- Большевики должны овладеть техникой (Чему учит опыт Сталинградского тракторного) / Сборник под ред. Як. Ильина; С предисл. Л. Мехлиса. — М.: Профиздат, 1931. — 187 с.
- За социалистическую организацию труда / А. Павлов; Под ред. Л. З. Мехлиса. — М.: Издательство ВЦСПС, 1931. — 77 с.
- Червоточина: Об одном рейде ударных бригад Правда / А. С. Магид; С пред. Л. З. Мехлиса. — М.—Л.: ОГИЗ — Московский рабочий, 1931. — 94 с.
- Классовая борьба во второй пятилетке. — М.: Партийное издательство, 1932. — 45 с.
- Обеспечим дисциплину труда. — М.: Партиздат, 1932. — 48 с.
- Вторая пятилетка и ликвидация классов. — М.—Самара: Средневолжское краевое государственное издательство, 1932. — 15 с.
- Расширенное воспроизводство социалистических отношений. — М.: Партиздат, 1932. — 16 с.
- Der klassenkampf im zweiten funfjahrplan. — М.—Л.: Verlagsgenossenschaft auslandischer Arbeiter in der UdSSR, 1933. — 48 c.
- Die arbeitsdisziplin. Энгельс: Deutscher staatsverlag, 1933. — 39 с.
- Люди Сталинградского тракторного / Сост. Яков Ильин; Отв. ред. Л. Мехлис. — М.: История заводов, 1933. — 430 с.; М.: История заводов, 1934. — 491 с.
- Поход «Челюскина». Героическая эпопея: в 2-х томах / Под общ. ред. О. Ю. Шмидта, И. Л. Баевского, Л. З. Мехлиса. — М.: Правда, 1934.
- СССР и страны капитализма / Под ред. А. Стецкого, Л. Мехлиса, Е. Варги, В. Карпинского. — М.—Л.: Партиздат, 1937. — 101 с.
- Красная Армия: Творчество народов СССР (Песни о Ленине, Сталине и Красной Армии) / Под ред. А. М. Горького и Л. З. Мехлиса. — М.: Воениздат, 1938. — 52 с.
- Гражданская война: Творчество народов СССР (Песни и сказы о Ленине, Сталине и гражданской войне) / Под ред. А. М. Горького и Л. З. Мехлиса. — М.: Воениздат, 1938. — 96 с.
- Избранные статьи и речи: 1911—1937 / Г. К. Орджоникидзе; Под ред. А. И. Микояна, Л. З. Мехлиса. — М.: Государственное издательство политической литературы, 1939. — 525 с.
- Речь на XVIII съезде ВКП(б). — М.: Госполитиздат, 1939. — 16 с.

### Память
- Имя Л. З. Мехлиса носят улицы во Владивостоке, Донецке и Макеевке.

### Семья
- Жена — Елизавета Абрамовна Млынарчик (?—1973).
  - Сын — Леонид (1922—?). Будучи курсантом, принимал участие в Великой Отечественной войне (1941—1945 гг.). Награждён медалью «За отвагу»[20].

## В популярной культуре
- Л. З. Мехлис выведен Константином Симоновым в образе члена военного совета фронта генерал-лейтенанта И. Б. Львова в третьей части романа «Живые и мёртвые».
- Является героем романа Юза Алешковского «Смерть в Москве» (1985)[21].
- Охарактеризован как чрезвычайно недалёкий, но крайне самоуверенный человек, не принимающий иного мнения, склонный к бессудным расстрелам, в романе Валентина Пикуля «Барбаросса»[22].
- Л. З. Мехлис является одним из действующих персонажей советского художественного сериала «Война на западном направлении», снятого в 1990 году. Роль Мехлиса исполнил актёр Г. Д. Лапето.
- Является действующим лицом английской кинокомедии «Красный монарх» (исполнитель — Оскар Квитак), где Сталин периодически требует от него принести чай.
- В фильме «Генерал» (1992) роль Л. Мехлиса исполнил актёр Алексей Жарков.